# 尼米斯
尼米斯（義大利語：Nimis），是意大利弗留利-威尼斯朱利亚大区乌迪内省的一个市镇。总面积33平方公里，人口2821人，人口密度85.5人/平方公里（2009年）。ISTAT代码为030065。